# Dumbletoniella eucalypti
Dumbletoniella eucalypti là một loài côn trùng cánh nửa trong họ Aleyrodidae, phân họ Aleyrodinae.
Dumbletoniella eucalypti được Dumbleton miêu tả khoa học đầu tiên năm 1957.